# John Hanning Speke
John Hanning Speke (4. květen 1827, Bideford – 15. září 1864, Neston Park) byl anglický cestovatel, účastník tří britských expedic do Afriky. Jako první Evropan spatřil Viktoriino jezero. Správně ho identifikoval jako jeden z pramenů Nilu. Roku 1863 též vyslovil hypotézu, že Tutsiové jsou potomky biblického Cháma, jednoho ze synů Noemových.